# Natural Docs
Natural Docs ist ein Open-Source-Software-Dokumentationswerkzeug und wurde von Greg Valure entwickelt. Es steht als freie Software unter der GPL zur Verfügung.
Durch spezielle Kommentare im Quelltext können Softwareentwickler Erläuterungen zu Programmelementen definieren, aus denen Natural Docs eine übersichtliche, natürlich lesbare Dokumentation erstellt.
Natural Docs ist ein Kommandozeilenprogramm, welches auch automatisch während der Kompilierung ausgeführt werden kann. Es gibt keine grafische Benutzeroberfläche.

## Unterstützte Programmiersprachen
Natural Docs bietet volle Unterstützung für C#, Perl und ActionScript 2 und 3.
Grundsätzlich werden aber auch C, C++, Java, PHP,  Python, PL/SQL, Visual Basic, Pascal / Delphi, Ada, JavaScript, Ruby, Tcl, ColdFusion, Assembler, Fortran (nur freies Format), R, Makefiles, Plain text und selbstentwickelte Sprachen unterstützt.
Die Ausgabe erfolgt in HTML mit oder ohne Frames.

## Ähnliche Werkzeuge
- Javadoc
- Doxygen
- PhpDocumentor
- Sphinx